# Juncheng Wei
Juncheng Wei (ur. 27 marca 1968) – chiński matematyk, od 2012 profesor Uniwersytetu Kolumbii Brytyjskiej. W pracy naukowej zajmuje się równaniami różniczkowymi cząstkowymi i ich zastosowaniem w naukach o życiu i fizyce.

## Życiorys
Studiował na Wuhan University. Stopień doktora uzyskał w 1994 na Uniwersytecie Minnesoty, promotorem doktoratu był Wei-Ming Ni. Karierę zawodową rozpoczął na Uniwersytecie Minnesoty, w 1995 związał się z Chinese University of Hong Kong, a od 2012 jest profesorem Uniwersytetu Kolumbii Brytyjskiej.
Swoje prace publikował m.in. w „Journal of Differential Equations”, „Calculus of Variations and Partial Differential Equations”, „Archive for Rational Mechanics and Analysis”, „Communications on Pure and Applied Mathematics”, „Journal of Mathematical Biology”, „Communications in Mathematical Physics” i „Duke Mathematical Journal” oraz najbardziej prestiżowych czasopismach matematycznych świata: „Annals of Mathematics” i „Inventiones Mathematicae”. Jest redaktorem m.in. „Journal of Functional Analysis”, „Journal of Differential Equations” i „Discrete and Continuous Dynamical Systems”.
W 2014 wygłosił wykład sekcyjny na Międzynarodowym Kongresie Matematyków w Seulu. Członek Royal Society of Canada. W 2010 otrzymał Morningside Silver Medal of Mathematics, a w 2020 Jeffery-Williams Prize Canadian Mathematical Society.
Wypromował kilkunastu doktorów.